# 寒风山隧道

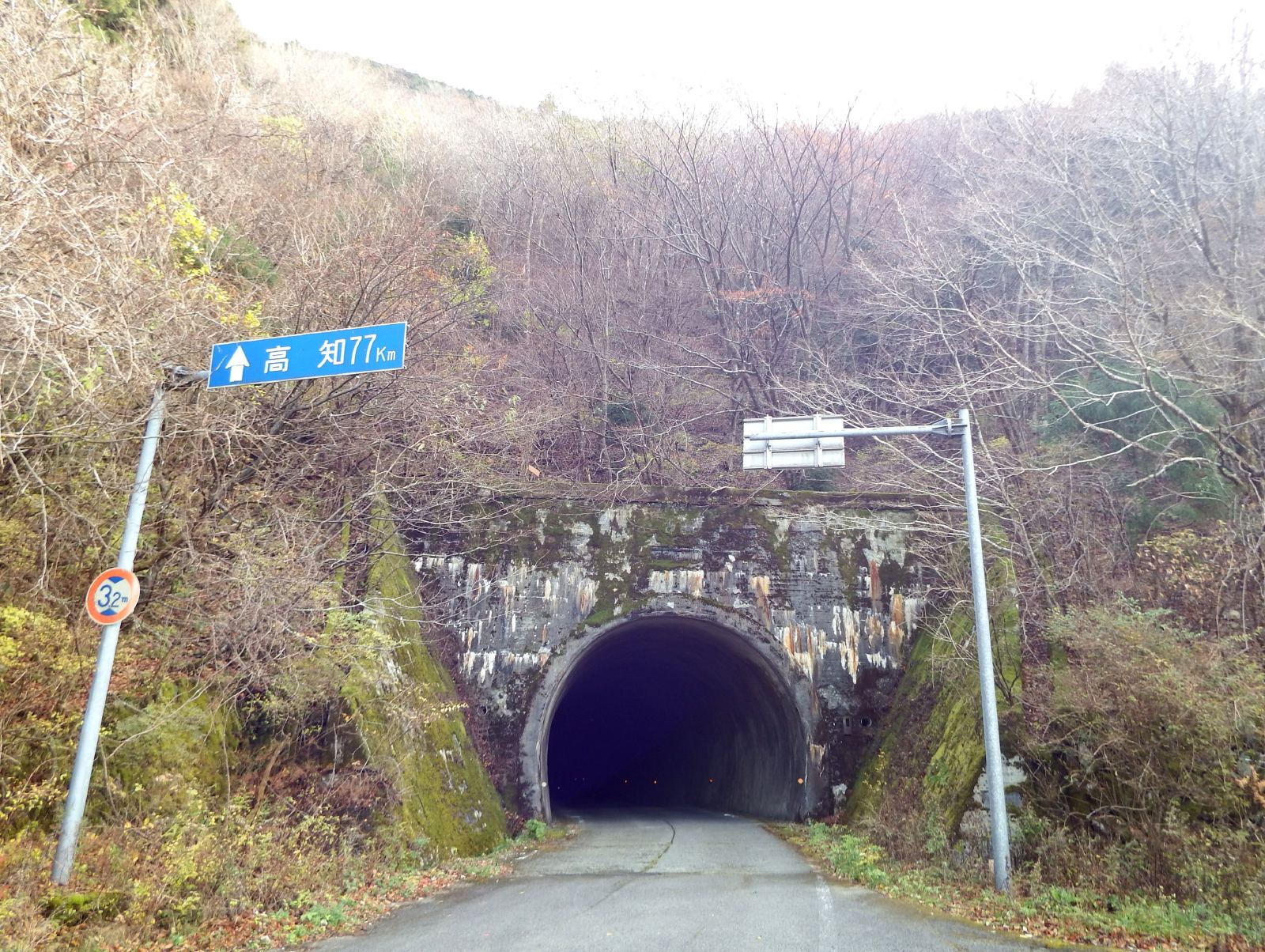
旧寒风山隧道

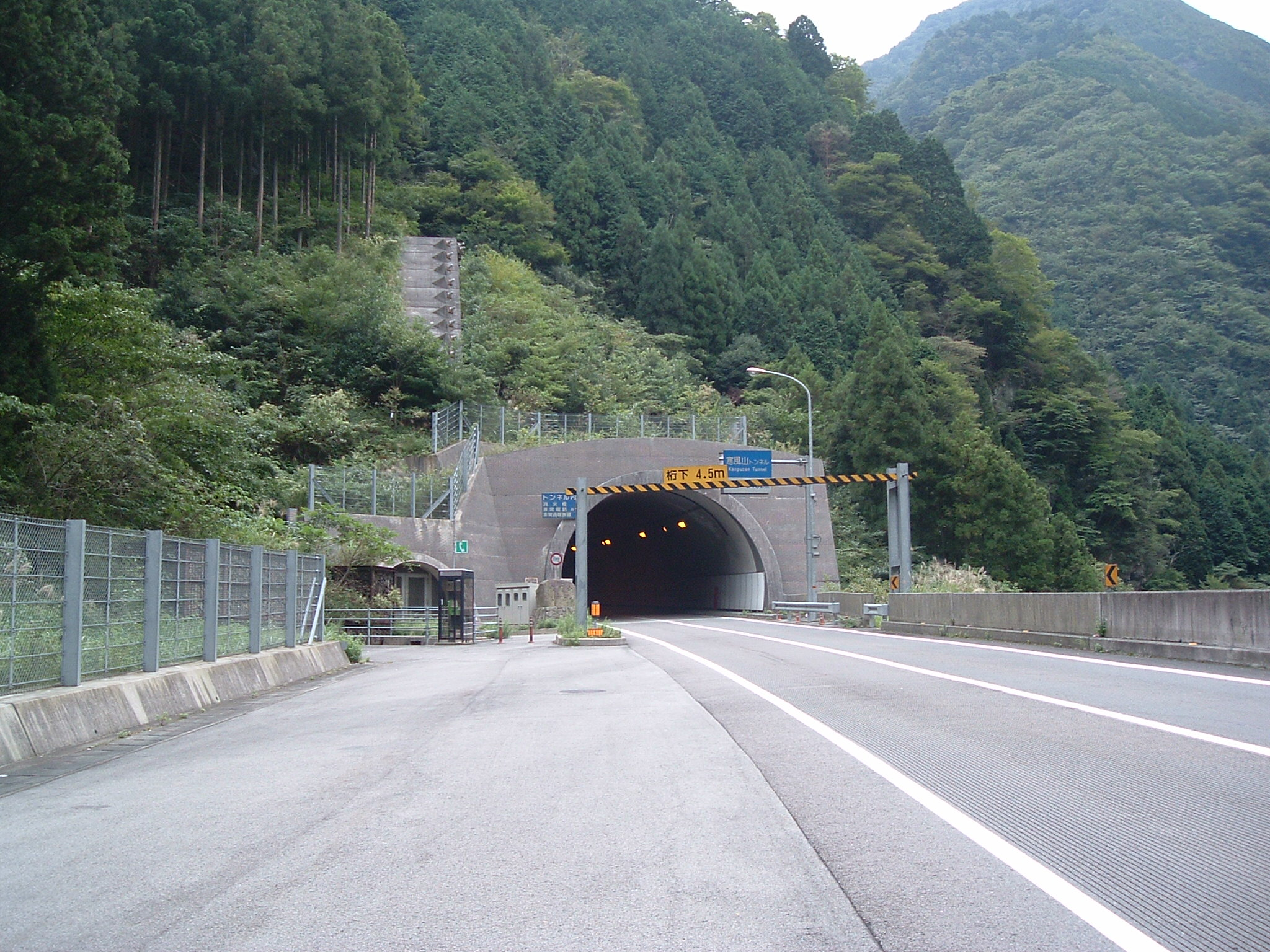
新寒风山隧道

寒风山隧道（日语：／）是日本四国岛的上的公路隧道，穿过高知县吾川郡伊野町与爱媛县西條市之间的寒风山，有新旧两座。旧隧道位于海拔1120米处，长945米，内部无照明，1964年7月通车。新隧道也称为新寒风山隧道为日本国道194号的组成部分，长5432米，宽9米，单洞双向两车道，1999年4月17日通车。